# Май (Гірський улус)
Май (рос. Май) — селище у Гірському улусі Республіки Сахи Російської Федерації.
Населення становить 10  осіб. Належить до муніципального утворення Бердигестяхський наслег.

## Історія
Згідно із законом від 30 листопада 2004 року органом місцевого самоврядування є Бердигестяхський наслег.

## Населення
| 2002 | 2010 |
| ---- | ---- |
| 13   | ↘10  |